# Хорошковська Ольга Назарівна
Ольга Назарівна Хорошко́вська (нар. 19 червня 1939, Старі Вороб'ї, Малинський район, Житомирська область) — українська вчена, педагог, доктор педагогічних наук, професор, почесний академік Національної академії педагогічних наук України, відмінник освіти України, заслужений діяч науки та техніки України, лауреат Державної премії України в галузі освіти.

## Біографія
Народилася 19 червня 1939 р. у с. Старі Вороб'ї Малинського району Житомирської області. Найстаршу сестру Марію у 14 років забрали в Німеччину. Навчалася у малокомплектній початковій сільській школі. Після початкової навчалася в семирічній школі у сусідньому селі Рутвянка, розташованому за 4 кілометри від Старих Вороб'їв. Середню школу закінчила 1957 року в Києві, куди переїхала разом зі старшою сестрою Марією після смерті матері.
По закінченню школи О. Хорошковська поїхала за комсомольською путівкою працювати на будівництво першої черги каналу Північний Донець — Донбас. Через три роки повернулася й поступила на українське відділення філологічного факультету Київського державного університету ім. Т. Г. Шевченка, який закінчила 1965 року.
Після університету Хорошковська працювала вчителькою української мови і літератури у СШ № 177 м. Києва. Однак у школі не лишилася та перейшла працювати редактором редакції літератури видавництва «Радянська школа» (тепер «Освіта»), а з лютого 1972 р. стала молодшим науковим співробітником Науково-дослідного інституту педагогіки. Одразу зайнялася проблемами навчання української мови у початкових класах шкіл з російською мовою викладання. 1977 р. захистила кандидатську дисертацію з проблеми «Специфіка формування орфографічних умінь і навичок в умовах близькоспорідненої двомовності» (рос.) (на матеріалі української мови у 2-3 класах шкіл з російською мовою навчання). Проблема була дуже актуальною, оскільки спостерігалася масова неграмотність учнів, адже українська мова на той період у школах цього типу була необов'язковою.
З того часу за матеріалами досліджень проблеми навчання української мови як другої у початкових класах шкіл з російською мовою викладання панною Хорошковською написано понад 100 статей. Нею також досліджено проблеми формування граматичних умінь (посібник для вчителів «Розвиток мовлення молодших школярів», 1985), збагачення й активізації словникового запасу (Кутенко Л. О.), відбору словника (Коршун Т. В.), розроблено зміст навчання української мови і створено програми й підручники з української мови для початкових класів шкіл зазначеного типу. У 1999 році видано монографію «Лінгводидактична система початкового навчання української мови у школах з російською мовою викладання», яка 2000 року була захищена як докторська дисертація. У 2001 році пані Хорошковській було присвоєно звання професора а у 2003 — звання «Заслужений діяч науки і техніки України».
Хорошковська також внесла свій доробок у теми навчання найменших школярів (дошкільників і першокласників) української мови як рідної. Для дошкільників Хорошковською, разом з авторським колективом, була розроблена програма «Мова рідна, слово рідне» (див. Програму для дошкільників «Дитина», а також «Експериментальну базову програму розвитку дитини дошкільного віку»), створено посібник з навчання грамоти «Дошколярик», який Міжнародним фондом «Відродження» визнано одним з найкращих. Для учнів шкіл з українською мовою навчання нею видано буквар «У світі чарівних букв». Крім того, разом з авторським колективом розроблено і видано підручники з усного українського мовлення для шкіл з угорською («Чарівне слово») та румунською («Жайворонок») мовами навчання, а також одноосібно створено український Буквар для шкіл з польською мовою викладання, який було видано Львівським видавництвом «Світ» у 2004 році.
У січні 2004 р. пані Хорошковську призначено завідувачем лабораторії української словесності у школах національних меншин України й діаспори при Інституті педагогіки АПН України.

## Родина
- Батько — Марченко Назар Микитович, помер під час Другої світової війні.
- Мати — Марченко Наталія Юхимівна, померла після тяжкої хвороби через кілька років після Другої світової війни.
- Сестри та брати — старші сестри Марія та Галина, молодший брат Іван.
- Чоловік — Хорошковський Іван Михайлович
- Діти — Хорошковська Наталка Іванівна та Хорошковський Валерій Іванович.

## Громадська діяльність
У 1996 році на основі освітньої секції при Товаристві міжнародних зв'язків «Україна» (нині «Україна — Світ») членами секції було засновано міжнародну громадську організацію — Освітній науково-методичний центр «Україна — діаспора», головою якого обрано пані Хорошковську. Центр покликаний надавати науково-методичну допомогу учителям українських шкіл діаспори. З цією метою Центром разом з Товариством було організовано і проведено понад 10 семінарів, в тому числі й за межами України (Уфа, серпень 1994 р., грудень 2003 р.; Москва, березень 1995 р.; Тирасполь, квітень 1996 р.). З 1998 року Центром видається науково-методичний часопис «Рідні джерела», призначений для учителів діаспори й України (головний редактор журналу — Хорошковська Ольга Назарівна). Разом з науковцями лабораторії розпочато дослідження проблем змісту навчання української мови як державної у школах національних меншин України.

## Державні нагороди
- Заслужений діяч науки і техніки України (17 грудня 2002) — за вагомий особистий внесок у розвиток педагогічної науки, багаторічну плідну наукову і педагогічну діяльність[1]
- Державна премія України в галузі освіти 2011 року — у номінації «загальна середня освіта» за цикл робіт «Нова початкова школа» (у складі колективу)[2]

## Книги та статті
Автор книг:
- Хорошковська Ольга Назарівна, Лінгводидактична система початкового навчання української мови у школах з російською мовою викладання., Київ, 304 стор., 1999. ISBN

Автореферати дисертацій:
- Специфика формирования орфографических умений и навыков в условиях близкородственного двуязычия: Автореф. дис. … канд. пед. наук: 13.00.02 /Ольга Назаровна Хорошковская; АПН СССР. НИИ преподавания рус. яз. в нац. шк. — М., 1977. — 27 с..
- Лінгводидактична система початкового навчання української мови у школах з російською мовою викладання: Автореф. дис. … д-ра пед. наук: 13.00.02. — К., 2000. — 39 с.

Усього Хорошковською написано понад 170 наукових праць.